# زبان صربی

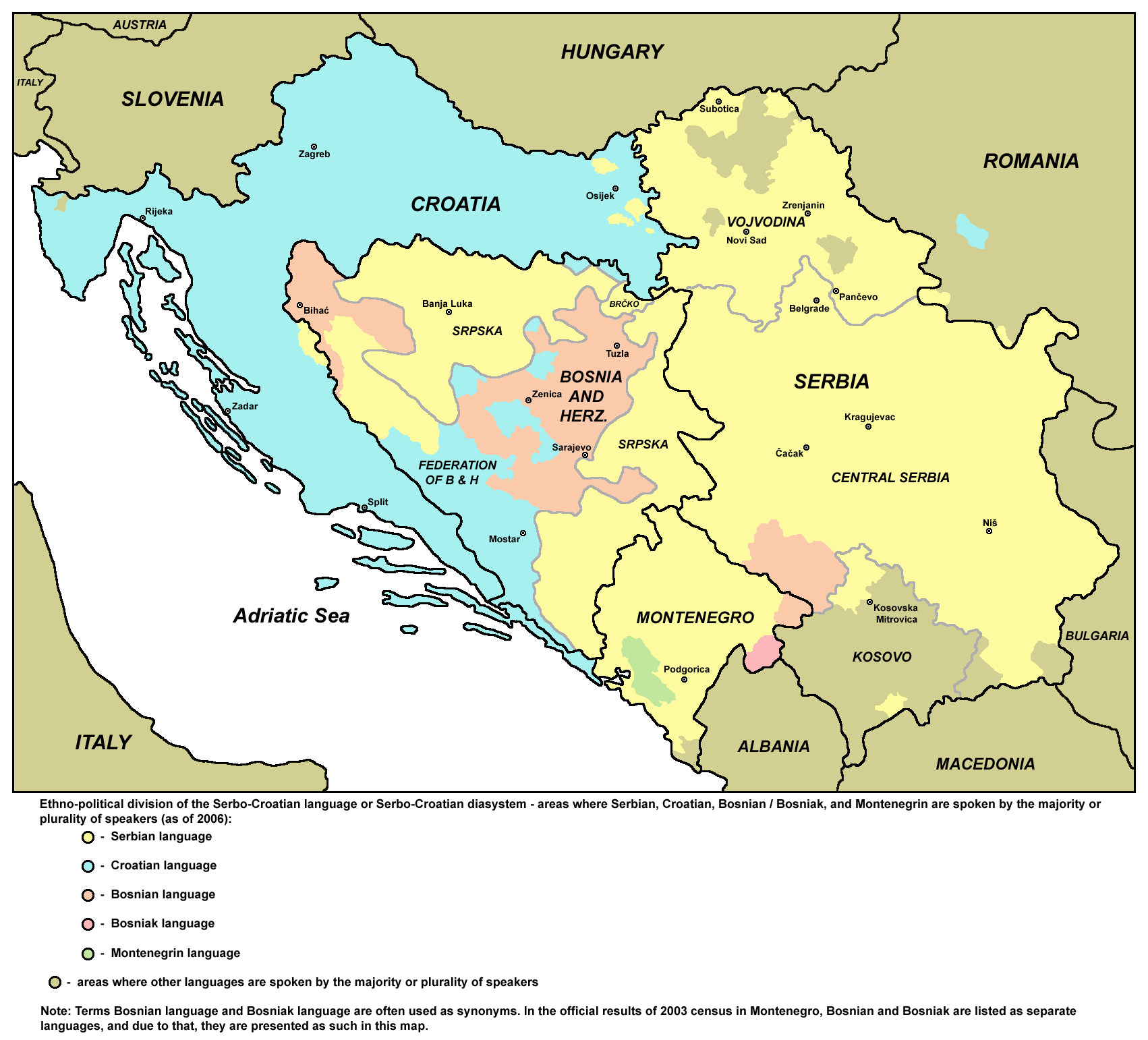

زبان صربی (به صربی: српски језик / srpski jezik) از زبان‌های هند و اروپایی و هموند شاخه جنوبی زبان‌های اسلاوی و عمده‌ترین زبان این گروه است.
این زبان یکی از گونه‌های استاندارد گویش اشتوکاوی است که بیشتر در صربستان، بوسنی و هرزگوین و توسط صرب‌های پراکنده در دنیا به‌کار می‌رود. استاندارد پیشین معروف به صربی-کرواتی، هم‌اکنون به استانداردهای صربی، کرواتی و بوسنیایی چندپاره شده‌است. صربی در زمره زبان‌های رسمی (و اقلیت) صربستان، بوسنی و هرزگوین، مونته‌نگرو، کرواسی، رومانی، جمهوری مقدونیه و مجارستان به‌شمار می‌آید.
دو دبیره برای نگارش زبان صربی به‌کار می‌رود: یک دبیره سیریلیک دگرگون‌شده، که توسط ووک کارادزیچ ابداع شده‌است و یک دبیره لاتین دگرگون‌شده که لیودویت گای آن را ساخته‌است. هر کدام از نشانه‌های این دو دبیره، به صورت یک به یک نمایاننده یکدیگرند.
رسم‌الخط صربی بسیار یکپارچه و استوار است چرا که تقریباً اصل «هر آوا یک حرف» در مورد آن صدق می‌کند. این قاعده بر اساس این گفته آدلونگ است که: «آنچه را که می‌گویید، بنویسید و آنچه را که می‌نویسید، بخوانید» این قاعده کلی هنگام اصلاح رسم‌الخط سیریلیک صربی در قرن نوزدهم توسط «ووک کارادزیچ» به‌کار رفت.

## سامانه‌های نگارش
زبان صربی با دو الفبای متفاوت نوشته می‌شود: دبیره سیریلیک صربی (ћирилица) و دبیره لاتین صربی (latinica). دبیره سیریلیک به صورت رسمی در صربستان به‌کار می‌رود. دبیره لاتین همچنین قانوناً پذیرفته شده‌است و تقریباً یک‌سوم گویشوران بومی از آن به‌عنوان دبیره نخست بهره می‌برند. اگرچه هیچ نگاشته رسمی با این الفبا موجود نیست. الفبای لاتین در ویوودینا به‌طور گسترده‌تر مورد استفاده قرار می‌گیرد.

### حروف الفبا
دو الفبای صربی به شرح زیرند:
| لاتین   | A | B | C | Č | Ć | D | Dž | Đ | E | F | G | H | I | J | K | L | Lj | M | N | Nj | O | P | R | S | Š | T | U | V | Z | Ž |
| سیریلیک | A | Б | Ц | Ч | Ћ | Д | Џ  | Ђ | Е | Ф | Г | Х | И | Ј | К | Л | Љ  | М | Н | Њ  | О | П | Р | С | Ш | Т | У | В | З | Ж |

## واج‌شناسی
صربی همچون سایر گونه‌های صربی‌کرواتی دارای ۳۵ واج متشکل از ۲۵ همخوان و ۱۰ واکه است.

### همخوان‌ها
دستگاه همخوان‌های صربی‌کرواتی ۲۵ همخوان را در بر می‌گیرد. یک ویژگی آن حضور همخوان‌های پسالثوی و انسایشی کامی و نبود سایشی کامی است. در صربی‌کرواتی برخلاف بیشتر زبان‌های اسلاوی همچون روسی برای بسیاری از همخوان‌ها هیچ گونهٔ کامی در برابر متضاد غیرکامی آن وجود ندارد.
|         |        | لبی | دندانی/ لثوی                            | برگشته | (ششی-) کامی | نرم‌کامی |
| ------- | ------ | --- | --------------------------------------- | ------ | ----------- | ------- |
| خیشومی  | خیشومی | m   | n                                       |        | ɲ           |         |
| انسدادی | بی‌واک  | p   | Error: {{آوا}}: برچسب زبان ناشناخته: t̪  |        |             | k       |
| انسدادی | واک‌دار | b   | Error: {{آوا}}: برچسب زبان ناشناخته: d̪  |        |             | ɡ       |
| انسایشی | بی‌واک  |     | Error: {{آوا}}: برچسب زبان ناشناخته: t̪͡s̪ | t͡ʂ     | t͡ɕ          |         |
| انسایشی | واک‌دار |     |                                         | d͡ʐ     | d͡ʑ          |         |
| سایشی   | بی‌واک  | f   | Error: {{آوا}}: برچسب زبان ناشناخته: s̪  | ʂ      |             | x       |
| سایشی   | واک‌دار | v   | Error: {{آوا}}: برچسب زبان ناشناخته: z̪  | ʐ      |             |         |
| ناسوده  | مرکزی  | v   |                                         |        | j           |         |
| ناسوده  | کناری  |     | Error: {{آوا}}: برچسب زبان ناشناخته: ɫ  |        | ʎ           |         |
| لرزشی   | لرزشی  |     | r                                       |        |             |         |

### واکه‌ها
دستگاه واکه‌های صربی‌کرواتی به‌طور خلاصه متشکل از پنج واکه /a, e, i, o, u/ به دو نوع کوتاه و بلند است. گرچه در نوشتار به جز در واژه‌نامه‌ها، تفاوت میان آن‌ها نمایان نمی‌شود.
|       | پیشین                                  | پیشین                                  | مرکزی                                  | مرکزی                                  | پسین                                   | پسین                                   |
| کوتاه | بلند                                   | کوتاه                                  | بلند                                   | کوتاه                                  | بلند                                   |                                        |
| ----- | -------------------------------------- | -------------------------------------- | -------------------------------------- | -------------------------------------- | -------------------------------------- | -------------------------------------- |
| بسته  | i                                      | i:                                     |                                        |                                        | u                                      | u:                                     |
| میانی | Error: {{آوا}}: برچسب زبان ناشناخته: e̞ | Error: {{آوا}}: برچسب زبان ناشناخته: e̞ |                                        |                                        | Error: {{آوا}}: برچسب زبان ناشناخته: o̞ | Error: {{آوا}}: برچسب زبان ناشناخته: o̞ |
| باز   |                                        |                                        | Error: {{آوا}}: برچسب زبان ناشناخته: ä | Error: {{آوا}}: برچسب زبان ناشناخته: ä |                                        |                                        |

## واژگان
- بیشتر واژگان در زبان صربی، ریشه اسلاوی دارند. این بدین معناست که با دنبال نمودن ریشه‌های برخی از آن‌ها می‌توان واژه‌های زبان نیا-اسلاوی را بازساخت. برای نمونه، srce (قلب)، plav (آبی).

همچنین چند واژه صربی ریشه اسلاوی نزدیک به زبان فارسی هستند. در فارسی این واژگان به مرور زمان تغییر کردند ولی صربی شکل قدیم این واژگان مشترک را تا کنون نگاه داشته‌است. برای نمونه:
- dva (دو) در پارسی باستان: dva.
- brat (برادر) در پارسی باستان: bratar.
- pisati/pišem (نوشتن/ می‌نویسم) در پهلوی: nipištan.
- vetar (باد) در پارسی باستان: vat[۴].
- وام‌واژه‌های زیادی از زبان‌های گوناگون در صربی وجود دارند:

واژه‌های بسیاری از زبان‌های آلمانی، ایتالیایی، دالماسی، ترکی و واژه‌های کمتری از زبان‌های یونانی، مجارستانی و فارسی در این زبان یافت می‌شوند.
- افزون بر واژه‌های پیوندی فارسی-ترکی، برخی از واژگان فارسی را نیز در زبان صربی می‌توان یافت. برای نمونه: parče (پارچه)، pilav (پلو)، narandža (نارنج)، peškĕš (پیشکش)[۵]

بدین ترتیب زبان صربی هم واژگان مشترک با فارسی از دوره هندواروپایی و هم وام‌واژه‌های زیادی از زبان فارسی معاصر دارد.

## پراکندگی جغرافیایی گویشوران
نمایه گویشوران بر حسب کشورها:
- صربستان: ۶٬۷۷۰٬۰۰۰
  - وُیوودینا: ۱٬۵۵۷٬۰۲۰ (۲۰۰۲)
  - صربستان مرکزی: ۵٬۰۶۳٬۶۷۹ (۲۰۰۲)
- کوزوو: ۱۵۰٬۰۰۰
- مونته‌نگرو: ۴۰۱٬۳۸۲
- بوسنی و هرزگوین: ۱٬۶۰۰۰٬۰۰۰
- آلمان: حدود ۵۰۷٬۰۰۰
- آمریکا: حدود ۵۰۰٬۰۰۰
- کانادا: ۵۵٬۵۴۵ (۲۰۰۱)
- کرواسی: ۴۴٬۶۲۹ (۲۰۰۱)
- جمهوری مقدونیه: ۳۳٬۳۱۵ (۲۰۰۱)
- رومانی: ۲۰٬۳۷۷ (۲۰۰۱)
- استرالیا: ۵۰٬۰۰۰ (۲۰۰۱)

## همانندی زبان صربی با دیگر زبان‌ها
زبان صربی همانندی زیادی با بوسنیایی و به‌ویژه با کرواتی دارد. اختلاف دو زبان صربی و کرواتی به جز دبیره، فقط به چندین واژه محدود می‌شود. به‌عنوان نمونه: ساعت در زبان کرواتی ura (گرفته‌شده از زبان لاتینی) و در زبان صربی sat (با ریشه عربی) است. به نان در زبان کرواتی kruh و در زبان صربی همانند روسی khleb گفته می‌شود. نام ماه‌های سال نیز در این دو زبان همانند است.
زبان صربی همچنین بسیار نزدیک به روسی و سایر زبانهای اسلاوی است. وقتی روسها به صربستان می‌آیند صربی را براحتی می‌فهمند و نیاز ندارند به انگلیسی، فرانسوی یا آلمانی صحبت کنند. همین‌طور صربها وقتی به کشورهای روس زبان می‌آیند مطمئنند که همه چیز را بفهمند.